# Huisseau-sur-Mauves
Huisseau-sur-Mauves är en kommun i departementet Loiret i regionen Centre-Val de Loire strax norr Frankrikes mitt. Kommunen ligger i kantonen Meung-sur-Loire som tillhör arrondissementet Orléans. År 2022 hade Huisseau-sur-Mauves 1 754 invånare.

## Befolkningsutveckling
Antalet invånare i kommunen Huisseau-sur-Mauves
| Referens: INSEE |